# Калай (город)
Калай (англ. Kalai) — город на севере Бангладеш, административный центр одноимённого подокруга. Площадь города равна 5,36 км². По данным переписи 2001 года, в городе проживало 5904 человека, из которых мужчины составляли 53 %, женщины — соответственно 47 %. Плотность населения равнялась 1101 чел. на 1 км². Уровень грамотности населения составлял 36,8 % (при среднем по Бангладеш показателе 43,1 %).